# متش
متش، روستایی از توابع تالش شهرستان طوالش در استان گیلان ایران است.

## جمعیت
این روستا در دهستان خرجگیل قرار دارد و براساس سرشماری مرکز آمار ایران در سال ۱۳۸۵، جمعیت آن ۱۳ نفر (۵خانوار) بوده‌است.